# Jo Behrens
Johan Jacobus (Jo) Behrens, ook gekend als Joop Behrens (Amsterdam, 21 december 1928 – 20 november 2000) was een Nederlands voetballer.

## Biografie
Jo Behrens was de zoon van Johan Behrens en Gerritje van Dijk. Hij had een tweelingzus Antoinetta Maria.
In 1942 werd hij adspirant-lid van de AFC Ajax. Hij speelde van 1952 tot 1955 bij Ajax als middenvelder en verdediger. Van zijn debuut in het kampioenschap op 7 september 1952 tegen VSV tot zijn laatste wedstrijd op 22 mei 1955 tegen BVV speelde Behrens in totaal 8 wedstrijden in het eerste elftal van Ajax.
Na een periode in Ajax vertrok hij naar VVA. In 1961 werd hij secretaris van VVA.
Hij overleed op 20 november 2000 op 71-jarige leeftijd.

## Statistieken
| Club  | Seizoen | Competitie | Competitie | Beker | Beker | Totaal | Totaal |
| Club  | Seizoen | Wed.       | Dlp.       | Wed.  | Dlp.  | Wed.   | Dlp.   |
| ----- | ------- | ---------- | ---------- | ----- | ----- | ------ | ------ |
| Ajax  | 1952/53 | 6          | 0          | -     | -     | 6      | 0      |
| Ajax  | 1954/55 | 2          | 0          | -     | -     | 2      | 0      |
| Total | Total   | 8          | 0          | -     | -     | 8      | 0      |